# João de Deus Antunes
João de Deus Antunes (Santo Ângelo, 24 de junho de 1943) é um pastor e político brasileiro. Exerceu o mandato de deputado federal constituinte em 1988.

## Biografia
Filho de Ledugério Antunes e de Maria Antônia Antunes, João de Deus nasceu no município de Santo Ângelo, no Rio Grande do Sul, em 24 de junho de 1943. Em 1972, ingressou na Faculdade de Direito de Santo Ângelo, graduando-se em 1977. Foi durante o período universitário, em 1975, que tornou-se delegado de polícia em Porto Alegre. Exerceu a função até 1986, quando se candidatou a deputado federal constituinte pelo Partido Democrático Trabalhista (PDT). 

### Carreira política
Em 1986, Antunes foi eleito deputado federal, sendo o candidato mais votado de sua legenda. Em 1987 assumiu a cadeira e tornou-se membro titular da Subcomissão da Família, do Menor e do Idoso, da Comissão da Família, da Educação, Cultura e Esporte, da Ciência e Tecnologia e da Comunicação. Promulgada a Constituição de 1988, Antunes seguiu exercendo o mandato ordinário. Ainda em 88, sai do PDT -- ao romper com o então presidente nacional do partido, Leonel Brizola --, e filia-se ao Partido Trabalhista Brasileiro (PTB), ligando-se à União Democrática Ruralista (UDR) e ao Centrão.
Entre 1989 e 1990, integra a Comissão Parlamentar de Inquérito (CPI). Também em 1990, torna-se membro da Comissão Mista de Orçamento do Congresso e filia-se ao Partido Democrático Social (PDS), legenda pela qual se reelege deputado federal no mesmo ano -- tornando-se titular das comissões de Defesa Nacional e de Relações Exteriores. Em 1992, Antunes coloca-se favoravelmente ao processo de impeachment do Presidente da República Fernando Collor de Mello. No ano seguinte, associa-se ao Partido Progressista Reformador (PPR).
Entre 1993 e 1994, Antunes foi acusado de desvio de dinheiro público, mas foi absolvido em 3 de maio de 1994 pela Comissão de Constituição e Justiça (CCJ) da Câmara, sendo o terceiro parlamentar a ser inocentado pela comissão. No ano seguinte tenta reeleição pelo PPR, mas apenas conquista a suplência e, em 1995, deixa a Câmara.
    

Antunes é um dos fundadores do Partido Progressista Brasileiro (1995) e, em 1998, candidatou-se a deputado federal novamente, pela nova legenda, mas não conseguiu se eleger.  Em 2007, torna-se presidente estadual do Partido Social Cristão (PSC) e, no ano seguinte, candidata-se a vereador de Porto Alegre -- renunciando a candidatura antes do fim do primeiro turno.